# 小哈尔腾河

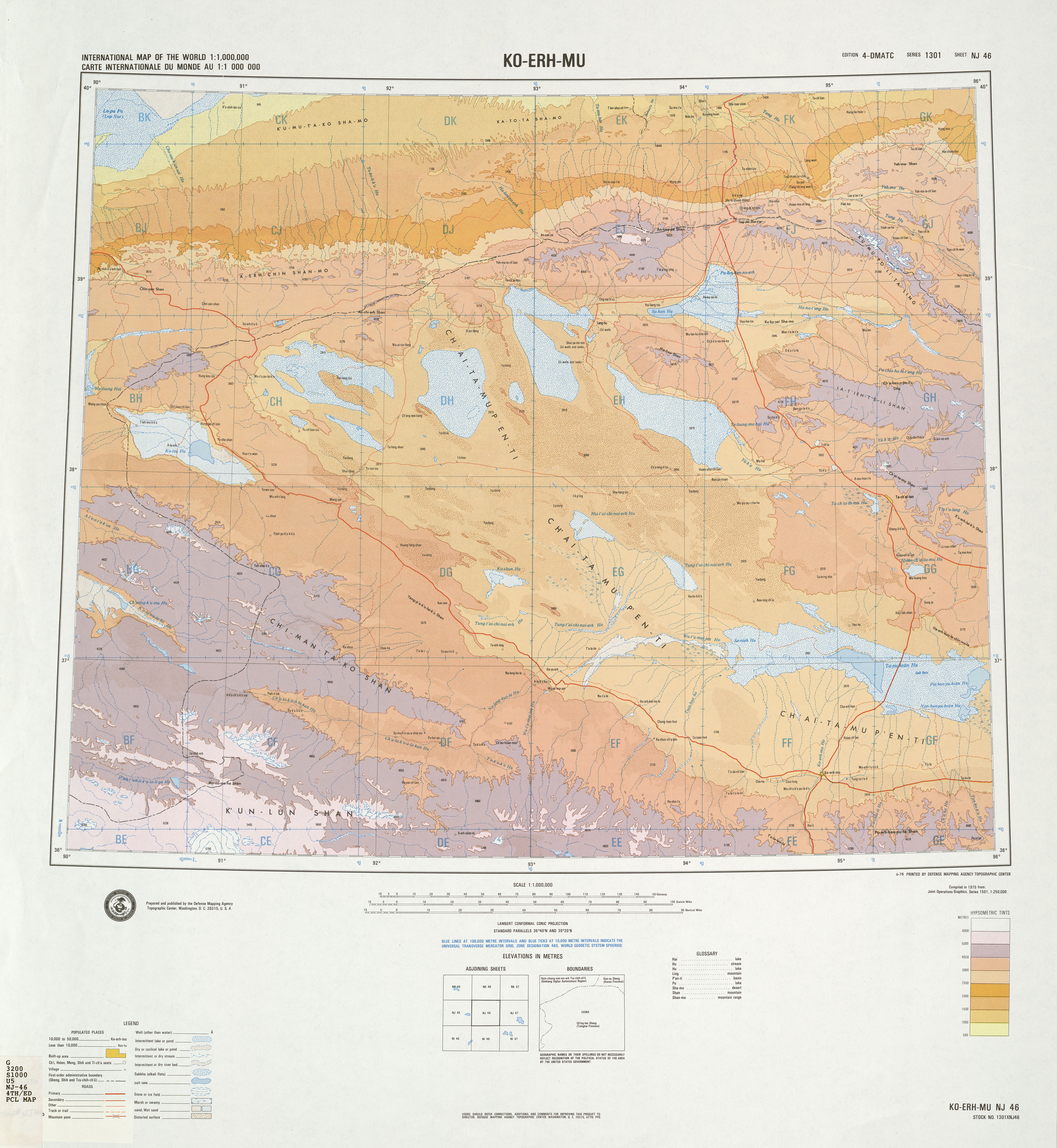
青海省西北部、甘肃省西部地形图，小哈尔腾河位于编号GH、FH区域内，标注为Pa chia ha to t'eng Ho

小哈尔腾河，位于中华人民共和国甘肃省酒泉市阿克塞哈萨克族自治县东南部地区的一条内流河，发源于土尔根达坂山，蜿蜒向西北流，与大哈尔腾河平行，于小哈尔腾口子渗入戈壁，潜流40千米后，于努呼图一带以泉水露出地面，再流10千米后又渗入地下，潜流40千米后又再次露出地面，最终汇入苏干湖和小苏干湖。全长60千米，流域面积1320平方千米，年均径流量0.662亿立方米。2020年甘肃省酒泉市人民政府发布的《酒泉市人民政府关于市级河湖管理范围划定成果的公告》中称小哈尔腾河河道管理范围起自土尔根达坂山北坡，至哈尔腾戈壁止，河道中心线长77.64公里。